# Faceless (album)
Pour les articles homonymes, voir Faceless.
Albums de Godsmack
Awake
(2000) The Other Side
(2004)
Singles
1. I Stand alone
Sortie : 18 mai 2002
2. Straight out of Line
Sortie : 13 mars 2003
3. Serenity
Sortie : 24 juin 2003
4. Re-Align
Sortie : 16 mars 2004
5. I Am
Sortie : 10 mai 2004

Faceless est le troisième album studio du groupe de métal américain Godsmack. Il est sorti le 8 avril 2003 sur le label Republic Records et a été produit par Sully Erna et David Bottrill. 

## Historique
Après avoir passé près de trois années sur la route, le groupe a pris une pause en 2002 aux Hit Factory Criteria studios de Miami pour écrire et enregistrer cet album.
Cet album est le premier avec le batteur Shannon Larkin (ex -Ugly Kid Joe) en remplacement de Tommy Stewart. On peut néanmoins entendre ce dernier sur le titre I Stand Alone (single de la bande originale du Roi Scorpion) qui a été enregistré en 2002.
Il sera certifié disque de platine aux États-Unis et se classera à la première place du Billboard 200 dès sa sortie. Il obtiendra aussi un disque d'or au Canada. Les singles I Stand Alone et Straight Out of Line se classeront à la première place dans les charts  américains des Mainstream Rock Tracks.

## Pistes
- Tous les titres sont signés par Sully Erna sauf indications.

1. Straight out of Line - 4:20
2. Faceless - 3:35
3. Changes (Sully Erna / Tony Rombola) - 4:20
4. Make Me Believe - 4:10
5. I Stand Alone - 4:05
6. Re-Align - 4:22
7. I F**king Hate You - 4:08
8. Releasing the Demons - 4:13
9. Dead and Broken - 4:12
10. I Am - 3:58
11. The Awakening - 1:30
12. Serenity (Sully Erna / Tony Rombola) - 4:34

## Musiciens
- Sully Erna : chant, guitare rythmique.
- Tony Rombola : guitares, chœurs.
- Robbie Merill : basse, chœurs.
- Shannon Larkin : batterie, percussions.
- Tommy Stewart : batterie, percussions sur I Stand Alone.

## Charts & certifications
| Pays             | Durée du classement | Meilleur classement |
| ---------------- | ------------------- | ------------------- |
| Allemagne        | 3 semaines          | 70e                 |
| Canada           | 1 semaine           | 9e                  |
| États-Unis       | 57 semaines         | 1er                 |
| Nouvelle-Zélande | 3 semaines          | 36e                 |
| Pays-Bas         | 1 semaine           | 98e                 |

| Pays       | Certification | Ventes      | Date       |
| ---------- | ------------- | ----------- | ---------- |
| Canada     | Or            | 50 000 +    | 07/11/2003 |
| États-Unis | Platine       | 1 000 000 + | 12/05/2003 |

Singles
| Année | Single               | Chart                  | Durée du classement | Position |
| ----- | -------------------- | ---------------------- | ------------------- | -------- |
| 2002  | I Stand Alone        | Mainstream Rock Tracks | 43 semaines         | 1er      |
| 2002  | I Stand Alone        | Alternative Songs      | 26 semaines         | 20e      |
| 2002  | I Stand Alone        | Single Top 100         | 3 semaines          | 96e      |
| 2002  | I Stand Alone        | Mega Top 50            | 4 semaines          | 70e      |
| 2003  | Straight Out of Line | Hot 100                | 8 semaines          | 73e      |
| 2003  | Straight Out of Line | Mainstream Rock Tracks | 29 semaines         | 1er      |
| 2003  | Straight Out of Line | Alternative Songs      | 25 semaines         | 9e       |
| 2003  | Serenity             | Mainstream Rock Tracks | 26 semaines         | 7e       |
| 2003  | Serenity             | Alternative Songs      | 25 semaines         | 10e      |
| 2004  | Re-Align             | Mainstream Rock Tracks | 26 semaines         | 3e       |
| 2004  | Re-Align             | Alternative Songs      | 16 semaines         | 28e      |